# Vulnerable (Secondhand Serenade)
Vulnerable è il singolo di debutto di Secondhand Serenade, il primo e unico estratto dal suo primo album Awake, pubblicato il 16 aprile 2007.

## Video musicale
Il videoclip per il brano, diretto da Frank Borin e pubblicato nel marzo 2007, vede il cantante John Vesely (Secondhand Serenade) suonare la chitarra sdraiato sul pavimento di una stanza vuota. Successivamente si vedono altre immagini dove Vesely rimuove da un muro una ad una le foto di un grande collage, riponendole in una scatola, o dove sempre Vesely è seduto da solo in una macchina davanti ad uno schermo che riproduce un video dove si vede una ragazza in una spiaggia con lui. Le immagini continuano ad alternarsi alla prima scena, dove nel frattempo Vesely si è messo seduto e la ragazza del video si è avvicinata a lui. John lascia la chitarra e mentre canta continua a contemplare la figura femminile, che si siede davanti a lui e gli sorride. Lentamente, questa svanisce, e il cantante si trova nuovamente solo nella stanza vuota. Il video finisce con John che, dopo aver raccolte tutte le foto dal collage e averle riposte nella scatola, esce in una piccola terrazza e apre la piccola scatola, da cui escono numerose farfalle blu che volano nella notte.

## Formazione
- John Vesely - voce, chitarra acustica

## Classifiche
| Classifica (2007)     | Posizione massima |
| --------------------- | ----------------- |
| Stati Uniti           | 83                |
| Stati Uniti (digital) | 56                |